# Alex Tagliani
Alexandre "Alex" Tagliani, född 18 oktober 1972 i Montréal, Kanada, är en kanadensisk före detta 
racerförare.

## Racingkarriär
Tagliani inledde sin karriär i Champ Car Atlantic, där han 1999 tog sin bästa slutplacering med en fjärdeplats. Inför 2000 fick Tagliani chansen i CART med Forsythe Racing. Han körde åtta säsonger i serien, och blev som bäst sjua totalt 2004, då han vann på Road America, hans enda seger i serien. När Champ Car gick in i IndyCar Series 2008 blev Tagliani arbetslös, men han gjorde några inhopp i serien under året. 2009 körde Tagliani deltid för Conquest Racing, och var på väg mot ett resultat bland de bästa i Toronto, när han hade otur med en säkerhetsbil och sedermera kolliderade med en annan bil på väg upp i fältet igen. Inför 2010 års säsong planerar Tagliani att grunda ett eget stall, som har köpt upp Roth Racings tillgångar.
Tagliani är även känd för att ha slagits mot Paul Tracy på banan efter att de hade krokat ihop. Tracy blev vansinnig och knuffade till Tagliani, och sedan var bråket i full gång. Båda förarna blev rejält bötfällda efteråt.